# Phaedyma donata
Phaedyma donata är en fjärilsart som beskrevs av Hans Fruhstorfer 1905. Phaedyma donata ingår i släktet Phaedyma och familjen praktfjärilar. Inga underarter finns listade i Catalogue of Life.